# ミテ
ミテ (MiTe) は、宮城県にある日本テレビ放送網 (NNN) 系列の放送局・宮城テレビ放送（ミヤギテレビ・MMT）にかつて存在していたマスコットキャラクター。デザインはグラフィックデザイナーの松永真による。

## 概要
- 2001年、MMTの開局30周年を記念し、10月1日デビュー。
- 風貌は、テレビのモニターを模した顔に手が2本生えたもの。頭の上にはアンテナを模した角が生えている。
- 様々なバリエーションがあり、地デジ広報用キャラクターとしては「デジミテ」、エコ活動啓蒙用キャラクターとしては「エコミテ」が登場している[1]。
- テーマソングを歌っているのは、宮城県出身の作詞家・作曲家・歌手の菅野よう子で、イメージソングは歌手として活動する際に名乗っている、“Gabriela Robbin”名義で発売されたアルバム『CMよう子』に『ミテのうた』として収録されている。作詞は一倉宏。
- 2012年7月より、ミテに変わる新しいキャラクターに「だよん」が登場。ただし、ミテはMMTの公式サイトで当面の間は見ることができた。
- 2023年現在、局CMや公式サイトなどはだよんに切り替わっている。

## 在仙局のマスコットキャラクター
- 『ニューニュー』（東北放送）
- 『ぐりり』（東日本放送）
- 『JUNI』（仙台放送）